# Mont Hotham
Pour les articles homonymes, voir Hotham.
Le mont Hotham est le point culminant du High Country, chaine des Alpes australiennes dans la Cordillère australienne dans l'État du Victoria en Australie. Il se trouve à environ 357 kilomètres au nord-est de Melbourne, à 746 kilomètres de Sydney et 997 kilomètres d'Adélaïde ; il est desservi par la route touristique Great Alpine Road (B500). Le sommet du mont Hotham se trouve à 1 861 mètres d'altitude. Le mont et ses alentours constituent une zone non incorporée, enclavée dans le comté alpin (Alpine Shire).

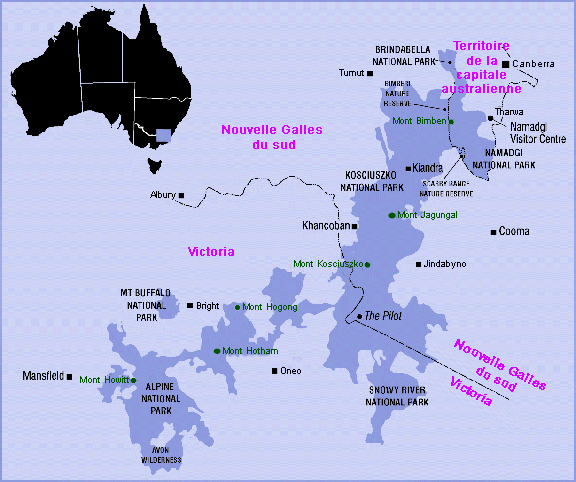
Carte des Alpes australiennes.

## Station de ski
Le mont Hotham a un domaine skiable d'environ 3,2 kilomètres carrés. Le site est connu sous le nom de powder capital (« capitale de la poudre ») de l'Australie puisqu'il détient le record de chutes de neige (3 mètres) de l'État du Victoria. La station de ski de Mount Hotham est implantée à environ 1 750 m d'altitude.
À proximité de la station principale se trouve le petit village alpin de Dinner Plain qui possède des pistes de ski pour les débutants.

### Remontées mécaniques

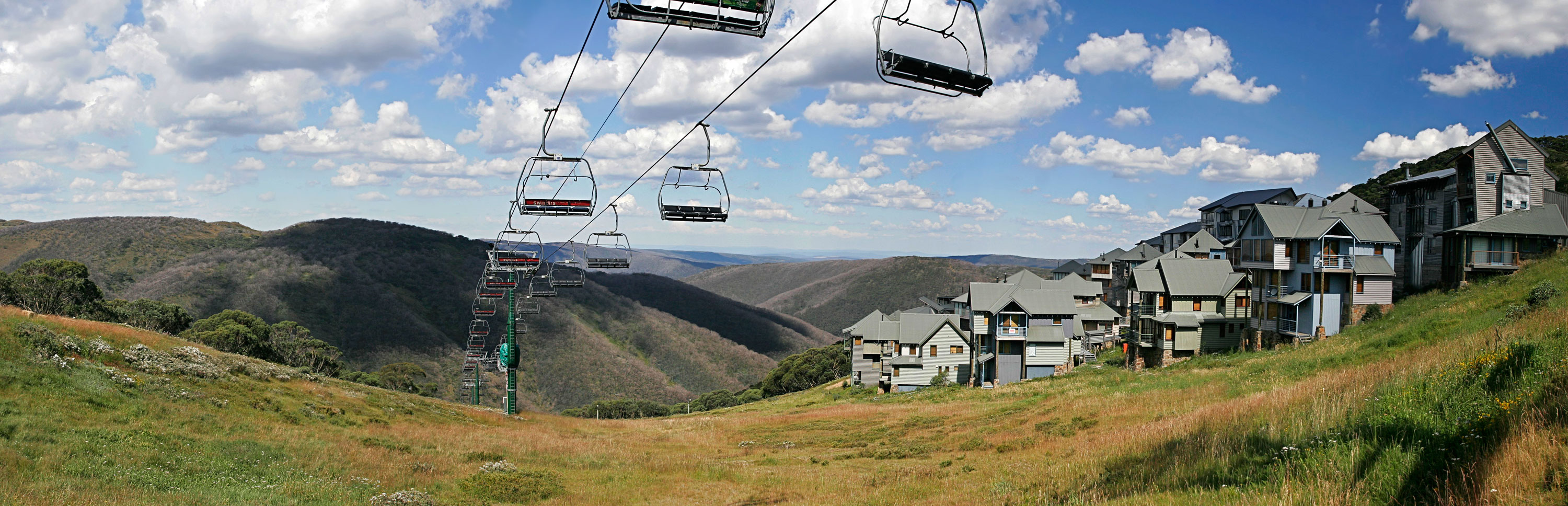
Mount Hotham en été.

En hiver 2013, les remontées mécaniques suivantes étaient en service :

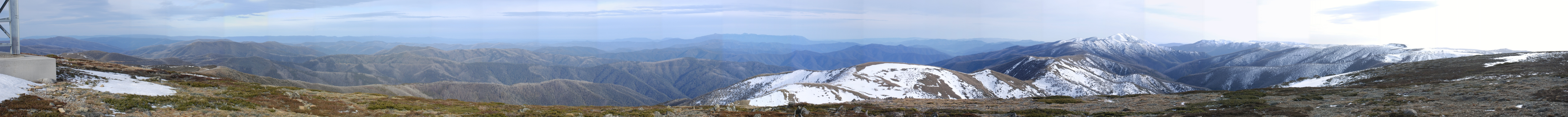
Vue panoramique vers le nord, depuis le sommet du mont Hotham.

| Nom de la remontée            | Longueur | Dénivelé | Passagers (par heure) |
| ----------------------------- | -------- | -------- | --------------------- |
| Big D Quad Chair              | 396 m    | 64 m     | 2 400                 |
| Blue Ribbon Triple Chair      | 710 m    | 271 m    | 1 600                 |
| Drift T-Bar                   | 370 m    | 88 m     | 1 285                 |
| Gotcha Quad Chair             | 472 m    | 140 m    | 2 400                 |
| Heavenly Valley Quad Chair    | 845 m    | 314 m    | 2 400                 |
| Keogh's Quad Chair            | 383 m    | 128 m    | 2 400                 |
| Orchard Quad Chair            | 573 m    | 154 m    | 2 400                 |
| Playground Double Chair       | 614 m    | 199 m    | 1 000                 |
| Roadrunner Quad Chair         | 671 m    | 153 m    | 2 400                 |
| Summit Quad Chair             | 595 m    | 98 m     | 2 400                 |
| Summit Trainer Poma           | 132 m    | 22 m     | 500                   |
| Village Quad Chair            | 800 m    | 275 m    | 2 400                 |
| Pup's Playground Magic Carpet | 17 m     |          |                       |
| Harry's Hideaway Magic Carpet | 50 m     |          |                       |